# 梅肯·布萊爾
梅肯·布萊爾（Macon Blair，1974年—）是美国电影导演、制片人、编剧、漫画书作者和演员，曾出演电影《蓝色复仇》（2013）和《納粹龐克》（2015），同时他還執導過電影《我不再感到这个世界有趣》（2017）。

## 家人
他的妻子是女演员李艾迪。他们育有一子巴克（Buck，2015年出生）。